# AIDAsol
Die AIDAsol ist ein Kreuzfahrtschiff der britisch-amerikanischen Carnival Corporation & plc. Das Schiff wurde als zweites Schiff der modifizierten Sphinx-Klasse auf der Meyer-Werft in Papenburg gebaut und ist seit der Ablieferung im März 2011 für die speziell auf den deutschen Markt ausgerichtete Konzernmarke AIDA Cruises im Einsatz.
Für den operativen Kreuzfahrtbetrieb ist Costa Crociere in Genua verantwortlich, weshalb sie wie die anderen AIDA-Schiffe unter italienischer Flagge fährt. Als erstes Schiff der Flotte wurde die AIDAsol dafür ausgerüstet, während der Liegezeit im Hamburger Hafen mit Landstrom über die LNG-Hybrid-Barge versorgt zu werden, die im Mai 2015 in Betrieb gegangen ist. Die AIDAblu, die AIDAmar und die AIDAstella sind baugleiche Schwesterschiffe.

## Geschichte

### Auftragsvergabe und Bau

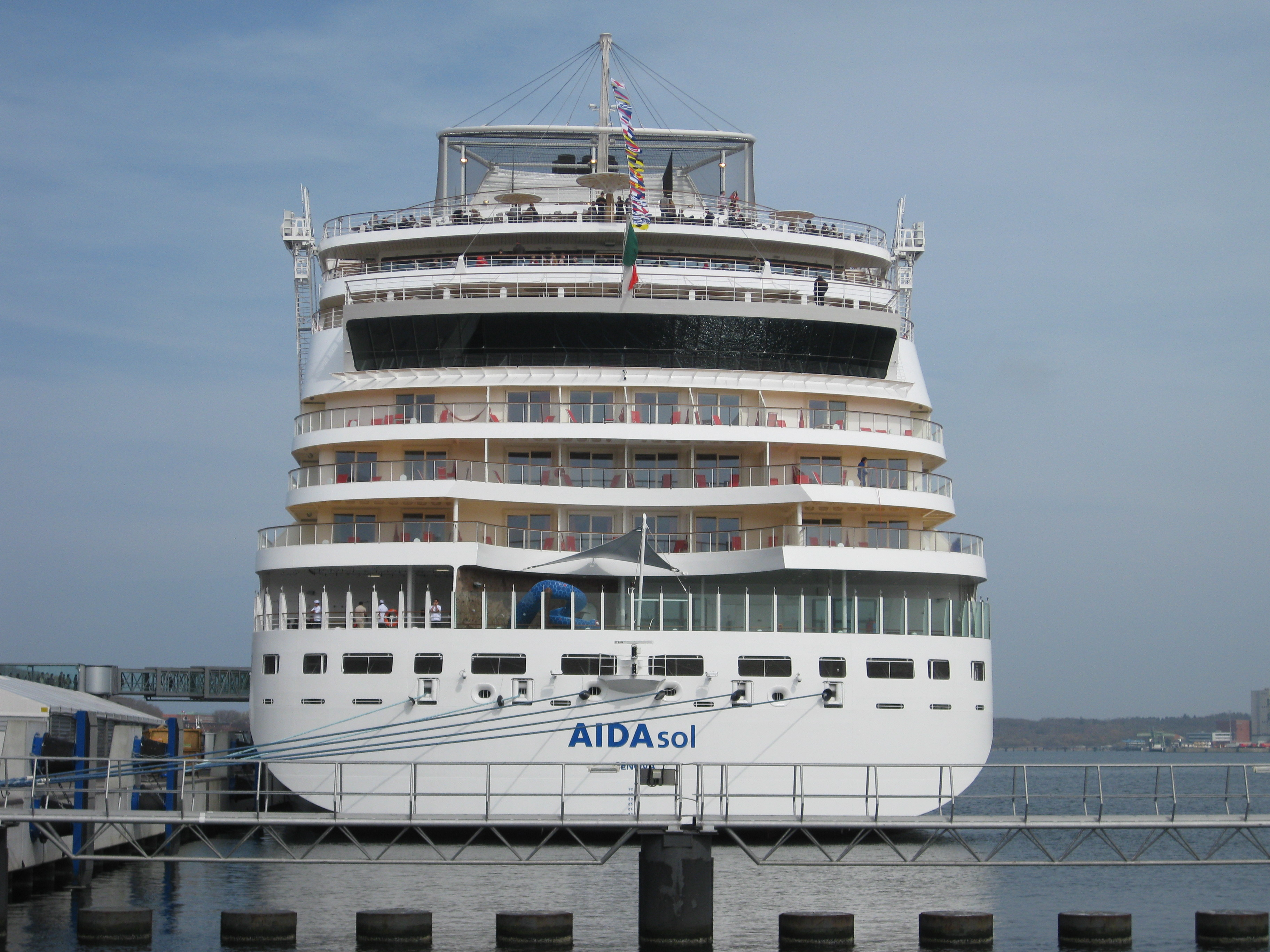
Das Heck der AIDAsol

Am 13. Dezember 2007 beauftragte die Carnival Corporation & plc die Meyer Werft in Papenburg mit dem Bau zwei weiterer Kreuzfahrtschiffe, um sie bei ihrer Marke AIDA Cruises in den Jahren 2011 und 2012 in Dienst zu stellen. Der Preis pro Schiff wurde mit 385 Mio. Euro angegeben. Die Kiellegung des ersten Schiffes mit dem Projektnamen AIDA SPHINX V erfolgte unter der Baunummer S. 689 am 20. Oktober 2008. Der Name AIDAsol wurde aber erst am 6. November 2009 auf der Werft bekannt gegeben. Nach den zuvor gebauten Schiffen AIDAdiva, AIDAbella, AIDAluna und AIDAblu war sie das fünfte Schiff der neuen AIDA-Generation. Nach der AIDAblu bereits das zweite Schiff in einer modifizierten Bauweise dieser Schiffsklasse, mit Erweiterung um ein halbes Deck. Das mit dem gleichen Auftrag als Projekt SPHINX VI bestellte zweite Schiff folgte mit dem Namen AIDAmar ein Jahr später.

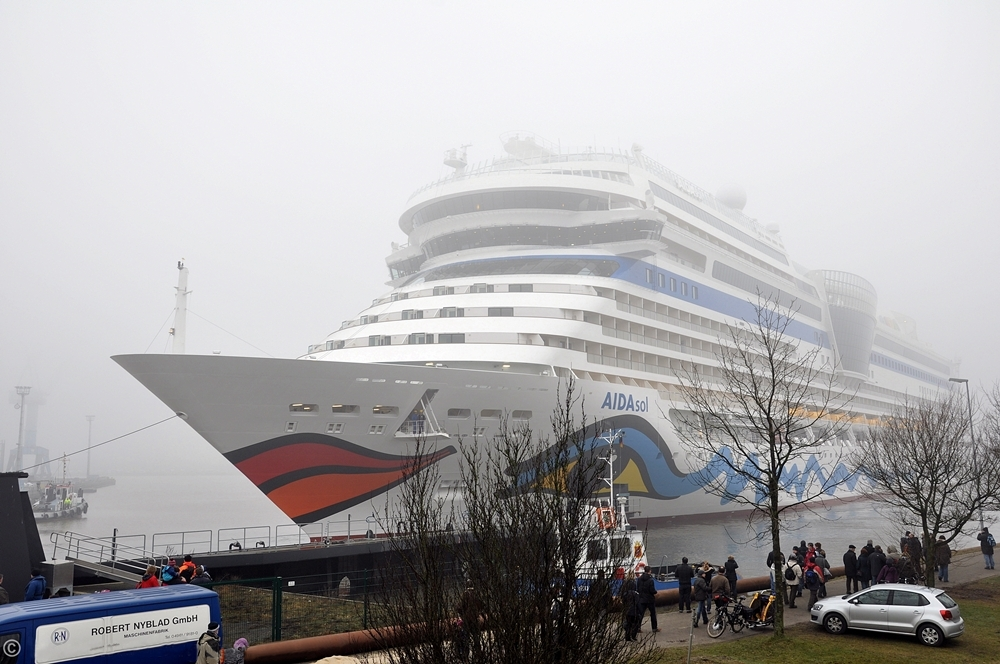
AIDAsol beim Ausdocken am 27. Februar 2011

Das Ausdocken der AIDAsol fand am 27. Februar 2011 statt, die anschließende Emsüberführung folgte am 11. März 2011. Hierfür wurde die Ems mittels des Emssperrwerks für 12 Stunden auf 2,5 Meter über Normalhöhennull aufgestaut. Gegen 15:00 Uhr passierte das Schiff das Emssperrwerk.

### Taufe
Am 9. April 2011 wurde die AIDAsol getauft. Erstmals fand die Taufe eines Schiffs von AIDA Cruises in Kiel statt. Ebenfalls zum ersten Mal war die Taufpatin im Vorfeld unter Online-Bewerbern ausgewählt worden. In einer Auswahlshow an Bord der AIDAsol während der sogenannten „AIDA-Fanreise“ kurz vor der Taufe setzte sich Bettina Zwickler aus Kiel im Finale gegen die letzten beiden Mitbewerberinnen durch.

### Kapitänin
Seit März 2018 ist die AIDAsol das erste und bislang (Stand Mai 2018) einzige Kreuzfahrtschiff der AIDA-Flotte, das von einer Kapitänin geführt wurde. Ihr Name ist Nicole Langosch. Sie studierte an der Seefahrtschule in Leer Nautik, erwarb ein Diplom für Reedereilogistik und war ein halbes Jahr an Bord eines Containerschiffs tätig. Mehrere Jahre war sie Offizierin bei Aida Cruises. Als Staff-Kapitänin war sie Stellvertreterin des Kapitäns und trug die Verantwortung für den Zustand des Schiffes und die Führung der Seeleute an Bord, bevor sie schließlich zur Kapitänin ernannt wurde.

## Maschinenanlage und Antrieb
Das Schiff ist baugleich mit den anderen Schiffen der modifizierten Sphinx-Klasse. Als erstes Schiff der Flotte von AIDA Cruises erhielt die AIDAsol im Juli 2013 die komplette Ausstattung für Landstrom. Die notwendige Infrastruktur an Land vorausgesetzt, kann das Schiff im Hafenbereich mit Landstrom versorgt werden. Seit Mai 2015 nutzt das Schiff bei Aufenthalten in Hamburg die LNG-Hybrid-Barge Hummel. Seit Juni 2016 kann die AIDAsol auch am Kreuzfahrtterminal Altona über die Landstromanlage mit Strom versorgt werden.

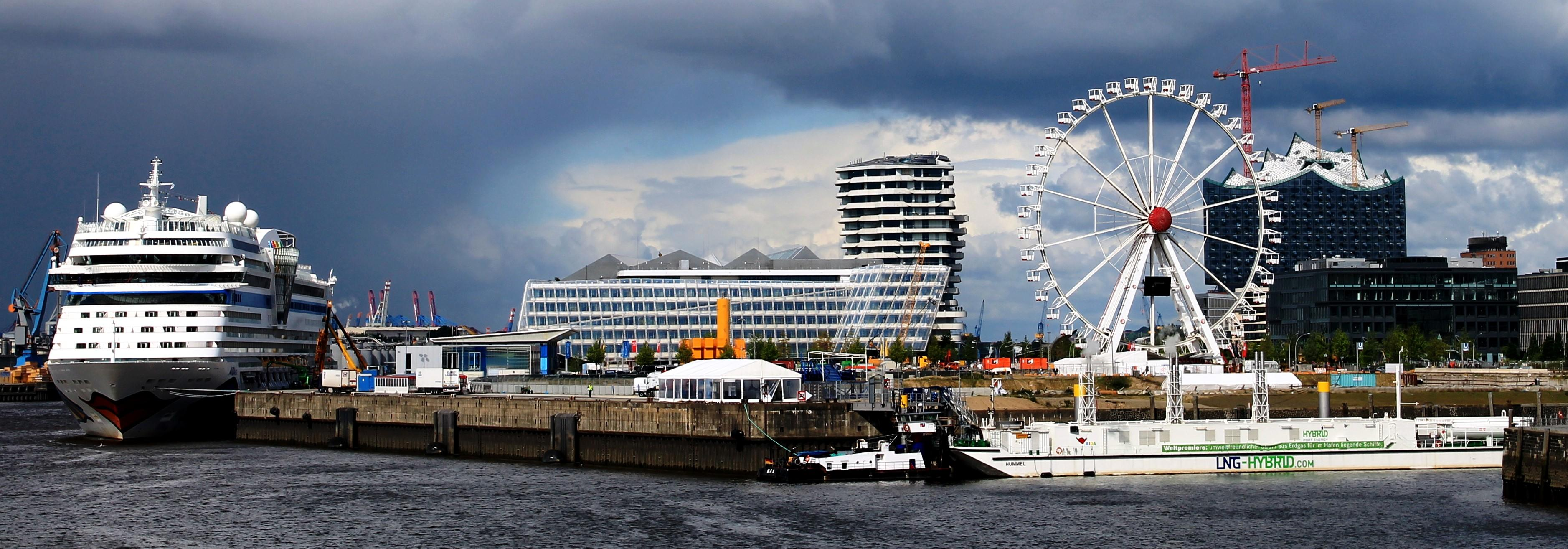
Mit Flüssigerdgas wird in Hamburg Strom für die AIDAsol erzeugt

Während eines Werftaufenthalts im Dezember 2013 wurden die beiden 5-Blatt-Festpropeller der AIDAsol durch das von Rolls-Royce entwickelte integrierte Propeller-Ruder-System „Promas Lite“ ersetzt. Nach Herstellerangaben reduziert das System den Treibstoffverbrauch und verbessert die Manövrierfähigkeit.

## Kabinen und Bordeinrichtungen
Insgesamt verfügt das Schiff über 1.097 Kabinen, darunter 728 Außenkabinen. Der Spa-Bereich ist auf der AIDAsol im Vergleich zu AIDAdiva, AIDAbella und AIDAluna wie bei AIDAblu um 450 m² erweitert. 34 Spa-Kabinen mit großzügigem Balkon haben direkten Zugang zum Wellness-Bereich. Die AIDAsol verfügt wie das vorangegangene Schwesterschiff AIDAblu über eine eigene Mikrobrauerei.